# Alenquer, Brasilien
Alenquer är en ort i Brasilien.   Den ligger i kommunen Alenquer och delstaten Pará, i den centrala delen av landet, 1 700 kilometer norr om huvudstaden Brasília. Alenquer ligger 32 meter över havet och antalet invånare är 26 290.
Terrängen runt Alenquer är huvudsakligen platt. Alenquer ligger uppe på en höjd. Det finns inga andra samhällen i närheten.
Omgivningarna runt Alenquer är huvudsakligen savann. Trakten runt Alenquer är nära nog obefolkad, med mindre än två invånare per kvadratkilometer.